# Cetatea de Baltă
Cetatea de Baltă (Hongaars: Küküllővár, Duits: Kokelburg) is een gemeente in het Roemeense district Alba. De gemeente ligt in de regio Transsylvanië, in het westen van Roemenië en had in 2011 2.798 inwoners, waarvan 17,8% behoorde tot de Hongaarse minderheid.
In deze gemeente bevindt zich het middeleeuwse Bethlen-kasteel, dat zijn huidige uiterlijk kreeg tussen 1570 en 1580. 
Tot 1876 was Küküllővár de hoofdstad van het comitaat Kis-Küküllő. In dat jaar werd Dicsőszentmárton, het huidige Târnăveni, de hoofdstad van dit comitaat. In 1920 ging de gemeente net als de rest van Transsylvanië van Hongarije over naar Roemenië.
Naast het hoofddorp omvat de gemeente de dorpen Crăciunelu de Sus (Felsőkarácsonyfalva, Christendorf), Sântămărie (Boldogfalva, Frauenkirch) en Tătârlaua (Felsőtatárlaka, Taterloch).

Steden met gemeentestatus: Alba Iulia · Aiud · Blaj · Sebeș

Steden zonder gemeentestatus: Abrud · Baia de Arieș · Câmpeni · Cugir · Ocna Mureș · Teiuș · Zlatna

Gemeenten: Albac · Almaşu Mare · Arieșeni · Avram Iancu · Berghin · Bistra · Blandiana · Bucium · Câlnic · Cenade · Cergău · Ceru-Băcăinți · Cetatea de Baltă · Ciugud · Ciuruleasa · Crăciunelu de Jos · Cricău · Cut · Daia Română · Doștat · Fărău · Galda de Jos · Gârda de Sus · Gârbova · Hopârta · Horea · Ighiu · Întregalde · Jidvei · Livezile · Lupșa · Lopadea Nouă · Lunca Mureșului · Meteș · Mihalț · Mirăslău · Mogoș · Noșlac · Ocoliș · Ohaba · Pianu · Poiana Vadului · Ponor · Poșaga · Rădești · Râmeț · Rimetea · Roșia de Secaș · Roșia Montană · Sălciua · Săliștea · Sâncel · Săsciori · Sântimbru · Scărișoara · Stremț · Șibot · Sohodol · Șpring · Șugag · Șona · Unirea · Vadu Moților · Valea Lungă · Vidra · Vințu de Jos